# العربان
العُربان هي بلدة تقع في شمال غرب ليبيا ضمن شعبية الجبل الغربي. قبل عام 2007، كانت تقع في شعبية غريان. فهي قريبة من عاصمة شعبية غريان وتبلغ مساحتها حوالي 80 كيلومتر (50 ميل) جنوب عاصمة البلاد طرابلس. وهي موطن لثلاث قبائل وهى: قماطة، وأولاد بريك، والجعافرة.